# Harnstoffherbizide
Harnstoffherbizide sind in der Landwirtschaft benutzte Wirkstoffe in Pflanzenschutzmitteln, die sich vom Harnstoff durch die Substitution von drei Wasserstoffatomen ableiten. Die ersten Harnstoffherbizide wurden ab 1951 vermarktet.

## Harnstoffherbizide aus der Untergruppe der Phenylharnstoffe (Auswahl)
Die meisten Harnstoffherbizide zählen zur Untergruppe der Phenylharnstoffe.

Diuron
Chlortoluron
Isoproturon
Linuron
Metoxuron

Isoproturon wird in Getreidekulturen zur Bekämpfung von Unkräutern eingesetzt.